# Донецьке товариство греків імені Федора Стамбулжи
Донецьке товариство греків імені Федора Стамбулжи — громадське добровільне об'єднання етнічних греків Донецька, засноване 1990 року.

## Історія
Донецьке товариство греків було засноване 19 вересня 1990 року Донецькою міською Радою народних депутатів. Першим головою був призначений Стефан Олексійович Калоєров. Установчими зборами товариства 1992 року головою товариства був призначений Федір Стамбулжи, після його смерті 2003 року товариство очолила Олена Георгіївна Продан, яка також є заступником голови Федерації грецьких товариств України.
У структурі товариства Рада Донецького товариства греків, Організація жінок-грекинь, Асоціація лікарів-греків «Гіппократ», вокально-хореографічний ансамбль «Панаїр», Союз грецької молоді. Члени товариства беруть активну участь у фестивалі грецької культури Мега-Йорти.
Друкований орган товариства — газета «Камбана» (Дзвін).

## Діяльність
Основними завданнями Донецького товариства греків є розвиток еллінізму та поширення грецької культури, а саме: викладання грецької мови, історії та культури Греції та греків Приазов'я в школах міста Донецьк (6 шкіл, 2 ліцеї), проведення культурних заходів та розвиток національних традицій греків, надання медичної та соціальної допомоги членам товариства, інформаційні та консультаційні послуги. Крім того Донецьким товариством греків щорічно підтримується програма оздоровлення дітей у літніх таборах Греції.